# Namazu

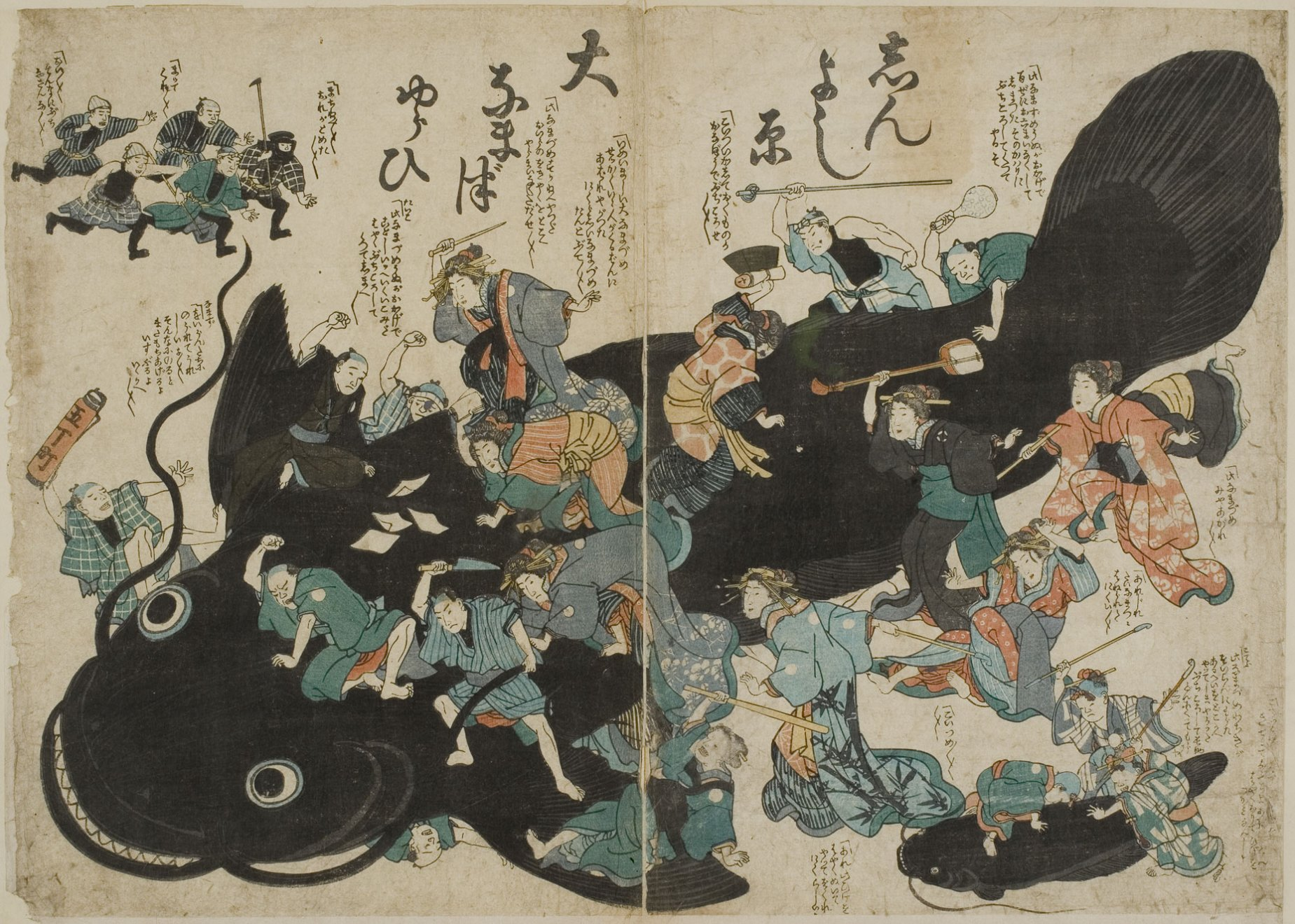
Tisk s lidmi snažícími se přemoci sumce Namazu během zemětřesení v Edu v roce 1855

Namazu (japonsky 鯰, slovo označuje sumce, běžně amurského, případně s prefixem označujícím velikost Ónamazu 大鯰) je obrovský mytický sumec, který je podle japonského folklóru strůjcem zemětřesení. Žije v zemi pod Japonskem, hlídán šintoistickým bohem hromu a bojového umění Takemikazučim, který jej zakryl balvanem (kaname-iši). Jakmile Takemikazuči přestane dávat pozor, začne sebou Namazu zmítat a nastane zemětřesení. Legenda pravděpodobně pochází ze 16. století z okolí jezera Biwa a v 17. století se začala objevovat v lidovém výtvarném umění z města Ócu (ócu-e, doslova „obrázky z Ócu“, prodávané cestujícím po Tókaidó) ležícím na jeho břehu. Z poloviny 19. století pochází anekdota o rybáři, který si v řece všiml neklidných sumců, což vyhodnotil jako předzvěst zemětřesení, které té noci opravdu udeřilo.
Po zemětřesení v Edu v roce 1855 začaly být vyráběny a šířeny deskotisky namazu-e s různými variacemi na motiv sumce a zemětřesení, často zobrazující také boha Takemikazučiho. Ačkoliv byla ryba považována za původce tohoto ničivého zemětřesení, při kterém zemřelo mezi sedmi a deseti tisíci osob a zničeno bylo na čtrnáct tisíc budov, byla rovněž označována za nápravce ekonomické nerovnosti, protože s potřebou znovu postavit velké množství domů byla spojena velká poptávka po práci a tím se přerozdělilo nahromaděné bohatství. Jedním z motivů tisků jsou proto sypající se zlaté mince.
Ve 30. letech 20. století japonští seismologové Šinkiši Hatai a Noboru Abe prokázali na sumcích držených v zajetí, že dokáží předpovědět zemětřesení s několikahodinovým předstihem s přesností 80 %. Podle metaanalýzy z roku 2018, která ověřovala údajné předpovědi zemětřesení u více než 130 různých druhů zvířat, mohlo jít vzhledem k častým zemětřesením o náhodu.
Na legendu odkazuje jeden z Pokémonů, sumčí Whiscash (japonsky Namazun), který také dokáže způsobit zemětřesení. Tuto schopnost použil v epizodě seriálu, jejímuž plánovanému uvedení v listopadu 2004 předcházelo 23. října zemětřesení o síle 6,6 v prefektuře Niigata, jehož následkem zemřelo 68 lidí. Díl proto nebyl nikdy odvysílán.

## Galerie

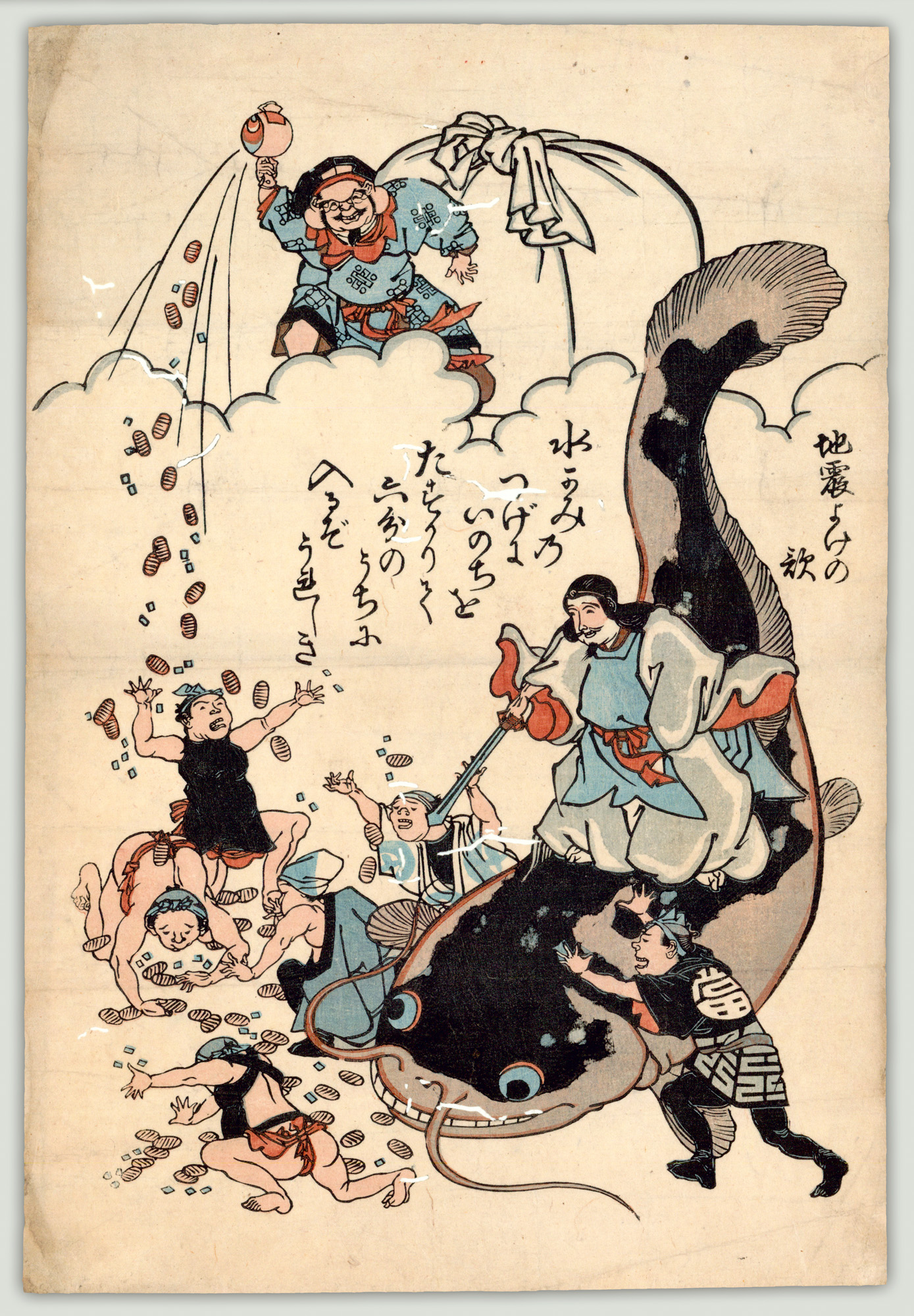
Takemikazuči na sumci, bůh štěstí Daikoku rozhazuje kobany na tisku neznámého autora z poloviny 19. století
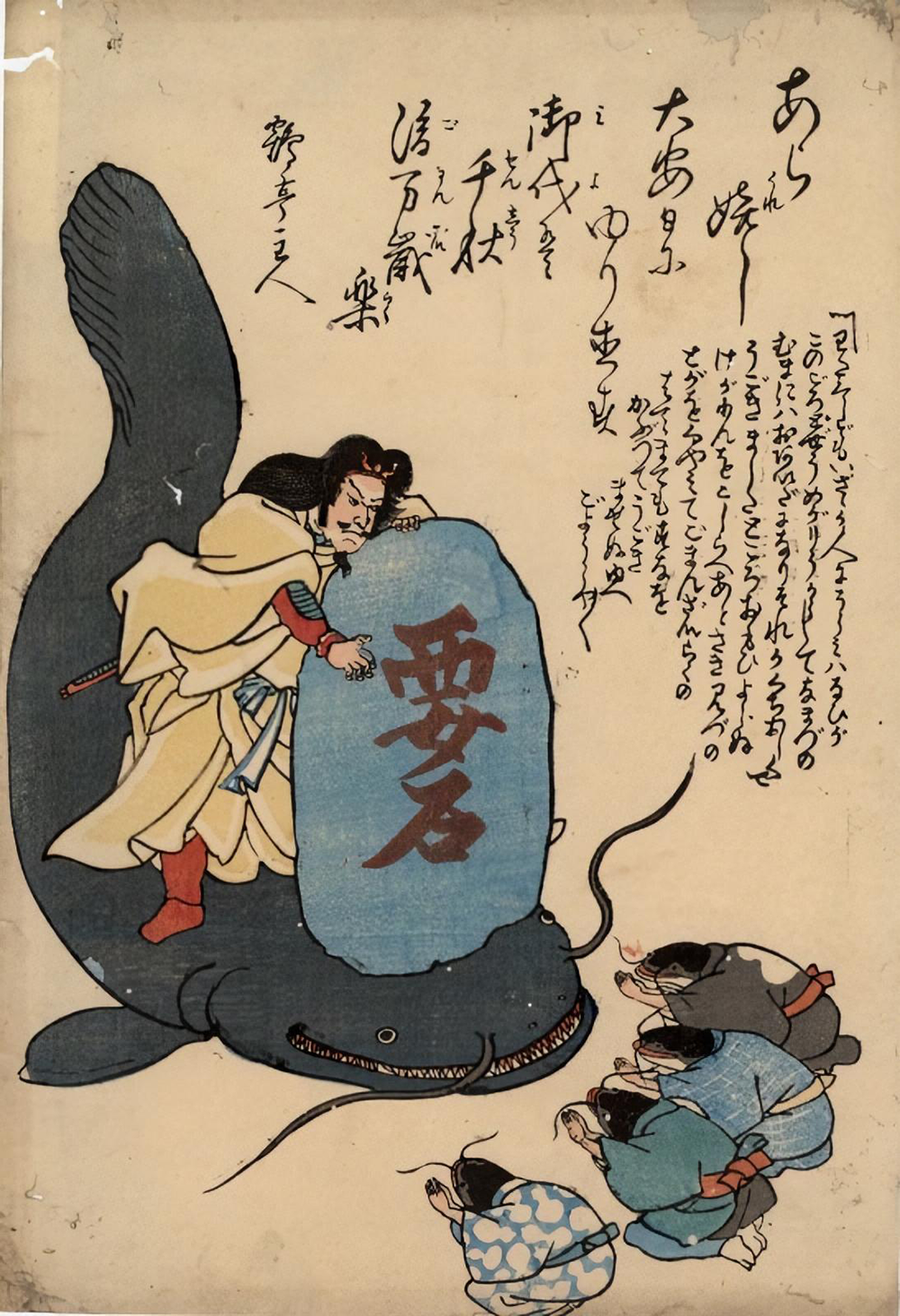
Takemikazuči přemohl sumce a zakryl jej balvanem, deskotisk neznámého autora, 1855
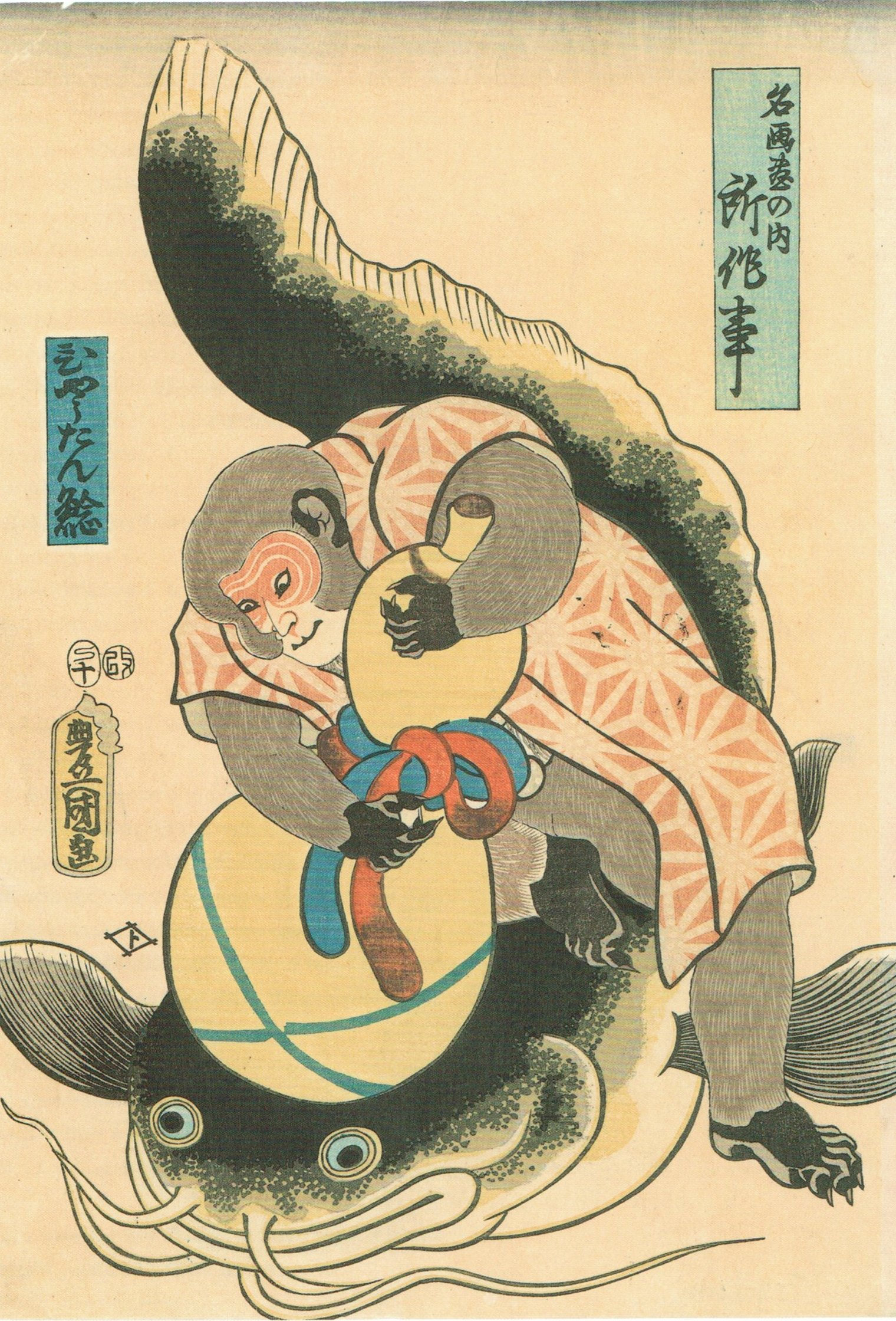
Opičák se snaží chytit sumce do tykve, Kunisada, 1857
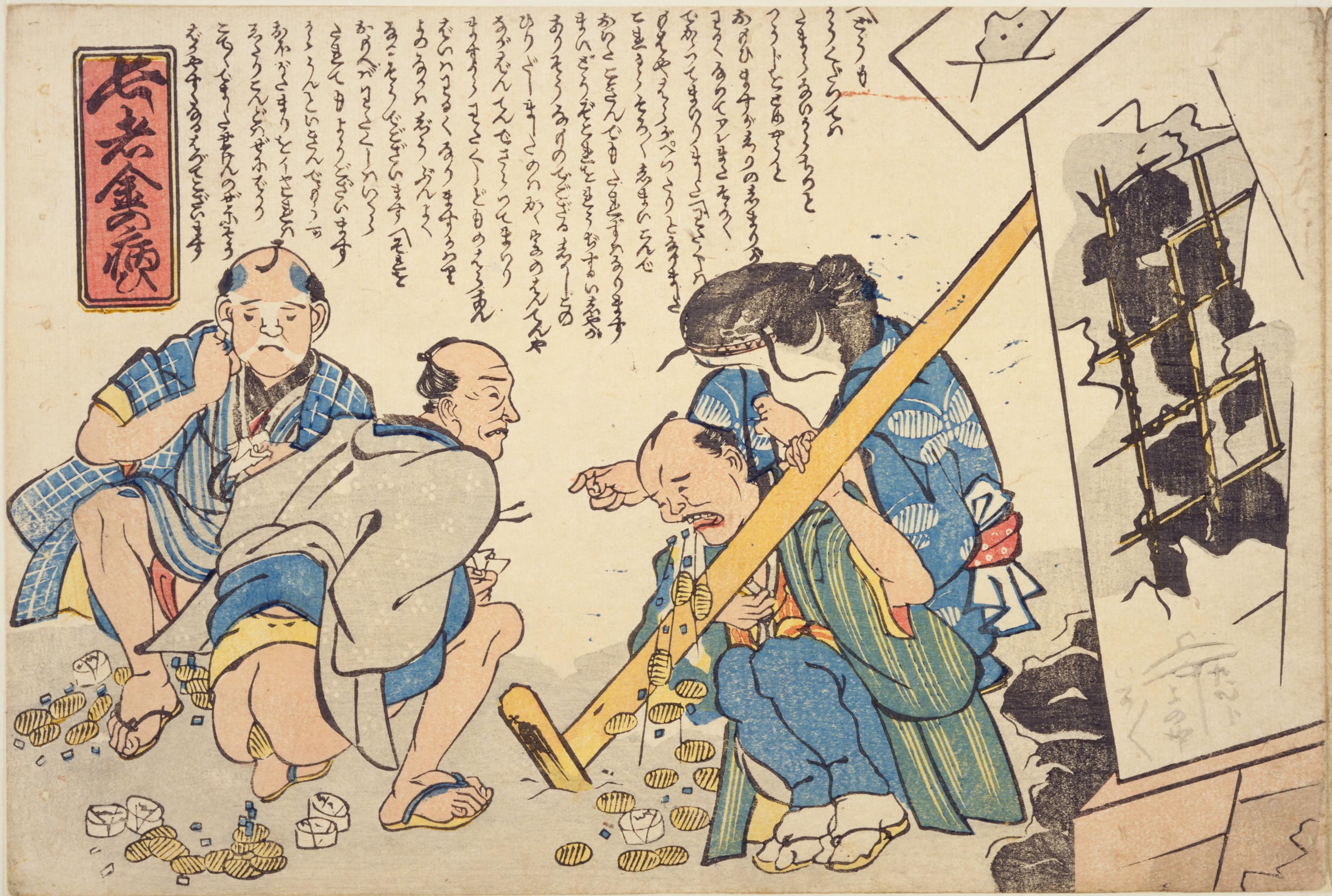
Boháči trousící zlaté mince, za nimi polidštěný Namazu v kimoně, deskotisk neznámého autora
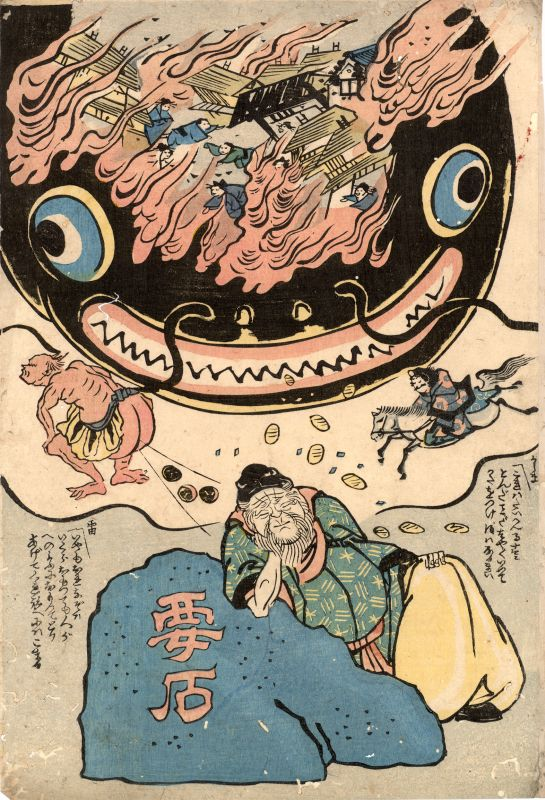
Bůh Ebisu usne, když střeží základní kámen (kaname iši) pro Takemikazučiho, což umožní, aby Namazu způsobil zemětřesení a zničil Edo.
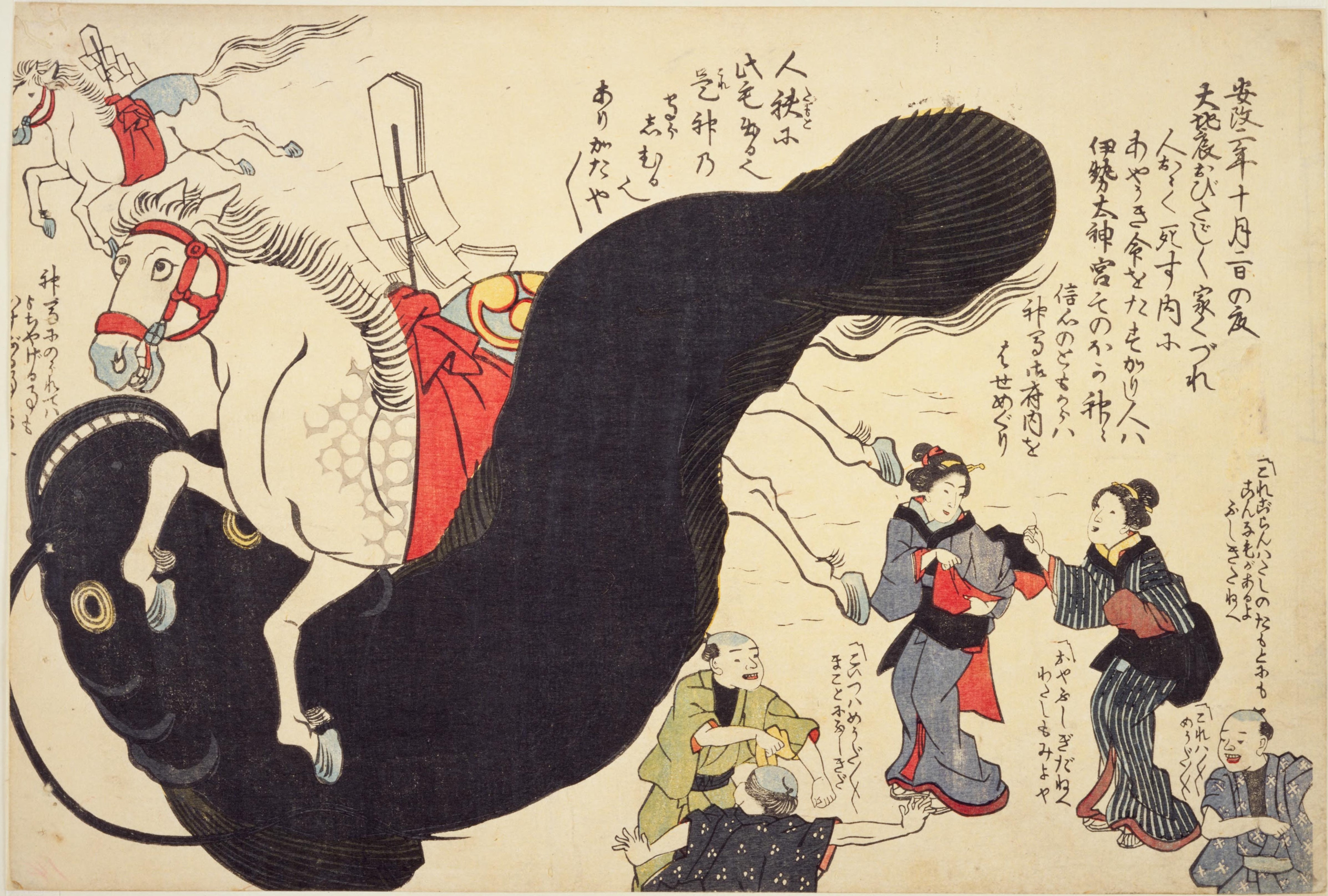
Namazu, neznámý autor